# Messerschmitt Me 509
Messerschmitt Me 509 − oznaczenie niemieckiego samolotu myśliwskiego projektowanego na podstawie Me 309, który jednak nigdy nie wszedł do produkcji. Zasadnicze zmiany, w stosunku do Me 309 dotyczyły lokalizacji silnika (umieszczony miał być za kabiną pilota, podobnie jak w samolocie Bell P-39 Airacobra). Zastosowany miał być silnik Daimler-Benz DB 605B napędzający trójpłatowe śmigło o zmiennym skoku typu Me P 6. Maszynę planowano uzbroić w 2 karabiny MG 131 i dwa działka MG 151. Projekt anulowano w połowie 1943 roku.